# Midnight (film, 1934)
Pour les articles homonymes, voir Midnight (homonymie).
Pour plus de détails, voir Fiche technique et Distribution.
Midnight est un film américain réalisé par Chester Erskine et sorti en 1934.

## Synopsis
Une femme accusée de crime passionnel risque d'être envoyée sur la chaise électrique par un jury populaire, mené par l'intransigeant Edward Weldon. Il se retrouve face à un dilemme quand sa propre fille est elle-aussi accusée d'un crime.

## Fiche technique
- Titre alternatif : Call It Murder
- Réalisation : Chester Erskine
- Scénario : Chester Erskine d'après une pièce de Paul et Claire Sifton[1]
- Photographie : William O. Steiner, George Webber
- Production : All Star Productions
- Lieu de tournage :  Biograph Studios, Bronx, New York City
- Montage : Leo Zochling
- Durée : 76 minutes
- Dates de sortie: 
  - États-Unis : 7 mars 1934

## Distribution
- Sidney Fox : Stella Weldon
- O.P. Heggie : Edward Weldon
- Henry Hull : Nolan
- Margaret Wycherly : Mrs. Weldon
- Lynne Overman : Joe Biggers
- Katherine Wilson : Ada Biggers
- Richard Whorf : Arthur Weldon
- Humphrey Bogart : Gar Boni
- Granville Bates : Henry McGrath
- Cora Witherspoon : Elizabeth McGrath
- Moffat Johnston : Dist. Atty. Plunkett
- Henry O'Neill : Ingersoll
- Helen Flint : Ethel Saxton